# Alexandru Candiano-Popescu
Alexandru Candiano-Popescu fue un militar, abogado, periodista, poeta y político rumano.

## Biografía
Nacido en 1841, ingresó en la escuela militar en 1854, de donde obtuvo el grado de subteniente de artillería en 1859. Como capitán, participó en la revolución del 11 de febrero de 1866. En 1867 dimitió del ejército, fue elegido diputado y fundó dos periódicos, Perseverenţa y Democraţia, en los que defendía ideas democráticas avanzadas. Candiano-Popescu, descrito como un agitador político muy atrevido, fue encarcelado en tres ocasiones. En 1868, también fue arrestado en Hungría y encarcelado en la fortaleza de Arad durante varias semanas como agitador daco-rumano.
En 1870, siendo diputado, participó en la insurrección de la ciudad de Ploieşti, cuyo objetivo era derrocar a la dinastía Hohenzollern. Sin embargo, el movimiento revolucionario fue aplastado y Candiano-Popescu fue arrestado junto con otros 40 acusados, que fueron juzgados por un jurado. El tribunal de Târgovişte los absolvió. En 1877, cuando estalló la guerra contra Turquía, Candiano-Popescu, aunque diputado, se alistó en el ejército y participó en el asalto de Grivitsa, al frente del 2.º batallón de cazadores. Fue condecorado con la Orden de San Jorge por el emperador ruso. En 1880 fue nombrado ayudante de Carol I, en 1894 fue ascendido al rango de general de caballería y en 1879 fue prefecto de la Policía de Bucarest. Escribió el volumen de poemas Când n'aveam ce face y varias canciones revolucionarias.